# Pedro Igarzábal
Pedro Igarzábal (Corrientes, 9 de agosto de 1816 - Ibidem, 11 de febrero de 1871) fue un legislador argentino por la provincia de Corrientes que ejerció la gobernación de su provincia natal en carácter interino en tres oportunidades.

## Biografía
Pedro Justo del Corazón de Jesús Igarzábal nació en la ciudad de Corrientes el 9 de agosto de 1816, hijo del porteño Bernardo Braulio Igarzábal y de la correntina Catalina Fernández Blanco. 
Ejerció el comercio en su ciudad natal y tuvo activa participación en la política provincial correntina, siendo diputado nacional por la provincia de Corrientes ante el Congreso de la Confederación Argentina entre 1854 y 1856.
Fue diputado provincial en la provincia de Santa Fe durante varios períodos. Vuelto a Corrientes, fue Juez de Alzada y ministro de Gobierno del gobernador José Pampín.
Electo diputado y puesto al frente de la Legislatura provincial, en mayo de 1862 ejerció el gobierno provisorio por ausencia del gobernador José Pampín. 
Al producirse la invasión de Ricardo López Jordán a la provincia de Corrientes el gobernador comandante Santiago Baibiene delegó el mando en Pedro Igarzábal en tanto Presidente de la Legislatura y salió a campaña. Igarzábal permaneció a cargo del ejecutivo desde el 21 de noviembre de 1869 hasta el 8 de enero de 1870.
En abril de 1870 volvió a ejercer el gobierno en carácter de delegado del titular. El 10 de diciembre de 1870 el vapor Taragüy arribó a Corrientes procedente de Asunción del Paraguay donde se habían producido ya muertes por la fiebre amarilla. La enfermedad se extendió rápidamente por la ciudad y en pocas semanas se cobró 2.500 vidas. Pedro Igarzabal permaneció en la ciudad, enfrentó decididamente la emergencia y personalmente acudió en auxilio de los enfermos. El 11 de febrero de 1871 falleció víctima de la enfermedad, que pronto llegaría a Buenos Aires. Por haberse desempeñado con abnegación durante la epidemia fue incluido por Decreto N"242/1931 de la Intendencia Municipal en la lista de “Héroes Civiles”.
Estaba casado con Mercedes Ferré Bargas, hija de Pedro Ferré, con quien tuvo varios hijos: Bernardo Casimiro, Pedro (falleció en combate el 4 de marzo de 1872 en la batalla de los campos de Acosta), Ángel, Mercedes y Trinidad Igarzábal Ferré.